# Pecan Valley Golf Club
De Pecan Valley Golf Club was een golfclub in de Verenigde Staten en werd opgericht in 1963. De club bevindt zich in San Antonio, Texas en heeft een 18 holesbaan met een par van 71. De baan werd ontworpen door de golfbaanarchitecten Bob Cupp en Press Maxwell. In januari 2012 werd de club ontbonden.

## Golftoernooien
- Texas Open: 1967, 1969 & 1970[3]
- PGA Championship of America: 1968[3]